# 168 Сібілла
168 Сібілла (168 Sibylla) — астероїд зовнішнього головного поясу, відкритий 28 вересня 1876 року.
Тіссеранів параметр щодо Юпітера — 3,143.